# 가송동층
가송동층(Gasongdong Formation, 佳松洞層)은 대한민국 경상 분지 영양소분지에 분포하는 중생대 백악기의 퇴적암 지층이다. 동화치층 상위의 지층이며 경상북도 안동시 동부와 청량산 주변, 영양군, 영덕군과 포항시 지역에 분포한다. 지층의 이름은 안동시 도산면 가송리에서 유래되었다.

## 지역별 암상

### 안동시와봉화군
중평동 지질도폭(1970)에 의하면 하부의 동화치층 적색 이암층을 정합적으로 덮으며 하부의 동화치층과 크게 다른 녹색을 띠어 구별이 용이하다. 도폭 내에서 동화치층 바로 오른쪽에서 임동면 갈전리와 마령리 북동부에서 대곡리 남부를 거쳐 태곡 단층에 의해 잘리는 예안면 정산리에 이르기까지 북서-남동 방향으로 분포한다. 주로 녹회색의 이회암으로 구성되며 응회질사암, 회색 사암, 녹회색 역암 그리고 자색 이암 등으로 구성된다. 본 층 속에서는 층리를 제외하고 이렇다 할 퇴적층 고유의 특징을 발견할 수 없었던 것으로 미루어 비교적 깊은 물 속에서 퇴적된 것으로 보인다.
예안 지질도폭(1963)에 의하면 하위의 동화치층을 정합으로 덮으며 주로 녹회색 이회암으로 구성되어 있고 적색 이암, 회색 사암, 암회색 셰일과 석회질암석 등이 협재된다. 본 층이 분포된 지역 전반에 걸쳐 본 층 하부에 두께 4~5 m의 담회색 내지 녹회색 역암이 발달되며 이 역암의 기저가 하위의 동화치층 적색이암층원과의 경계이다. 이 역암의 역은 회색 규암, 사암, 암회색 사암, 셰일 등이며 직경은 15~20 mm이다. 가송동층 중부에 협재된 역암은 도산면 태자리의 여울미마을과 봉화군 명호면 관창리의 구리전마을 부근에서 출현하기 시작해 북으로 감에 따라 두꺼워져 재산면 현동리에서 20~30 cm의 두께를 가진다. 도폭 내에서 동화치층과 비슷하게 태곡리 바로 북쪽 예안면 인계리에서 도산면 단천리 동부, 가송리와 태자리 동부를 지나, 봉화군 명호면 관창리와 고계리까지 청량산을 끼고 돌아간 다음 재산면 현동리 서부를 지나 남면리에서 다시 태곡 단층에 의해 변위된다. 두께는 350~450 m이다.
가송동층의 표식지인 [안동시]] 도산면 가송리 일대에는 퇴계이황을 모티브로 한 생태 탐방로인 퇴계 오솔길(녀던길)과 감입곡류하천 낙동강을 따라 가송동층이 대규모로 드러나 있다. 기저부가 아래로 오목한 침식면을 보이는 하도 기원의 중립 내지 세립사암층과 회색 내지 녹회색의 셰일질이암이 반복적으로 발달한다. 사암 내에는 판상 내지 사엽층리가 발달하고 셰일질이암에는 건열과 무척추동물 생흔 화석이 관찰된다.
안동시 도산면 가송리와 봉화군 일대 낙동강변에 드러난 가송동층
- 퇴계 오솔길 안내 표지판에 의하면 이 지역에는 공룡 발자국의 화석이 있다.
북위 36° 45′ 48.8″ 동경 128° 53′ 04.8″ / 북위 36.763556°  동경 128.884667°
- 농암종택 전면 낙동강에 드러난 가송동층의 노두
북위 36° 45′ 52.2″ 동경 128° 52′ 59.9″ / 북위 36.764500°  동경 128.883306°
- 도산면 가송길 162-57 부근 가송길에 드러난 가송동층의 노두
북위 36° 45′ 41.0″ 동경 128° 53′ 29.2″ / 북위 36.761389°  동경 128.891444°
- 도산면 가송길 162-57 부근 가송길에 드러난 가송동층의 노두
북위 36° 45′ 47.5″ 동경 128° 53′ 40.0″ / 북위 36.763194°  동경 128.894444°
- 도산면 가송리 가송 마을 전면 낙동강변에 드러난 가송동층의 대규모 절벽
북위 36° 46′ 03.1″ 동경 128° 53′ 24.9″ / 북위 36.767528°  동경 128.890250°
- 봉화군 명호면 관창리 관창폭포 부근 낙동강변(명호면 만리산길 65)에 드러난 가송동층
북위 36° 48′ 37.0″ 동경 128° 53′ 00.7″ / 북위 36.810278°  동경 128.883528°
- 봉화군 명호면 고계리 낙동강변(명호면 청량로 785 부근)에 드러난 가송동층/청량산층
북위 36° 49′ 57.3″ 동경 128° 53′ 21.7″ / 북위 36.832583°  동경 128.889361°

안동시 예안면~임동면 간 지방도 제935호선 도로 절개사면을 따라 가송동층의 노두가 드러나 있다. 
지방도 제935호선 도로변의 가송동층 노두
- 안동시 임동면 위리 여네골
북위 36° 37′ 20.0″ 동경 128° 57′ 15.1″ / 북위 36.622222°  동경 128.954194°
- 안동시 임동면 위리 여네골
북위 36° 37′ 21.8″ 동경 128° 57′ 12.5″ / 북위 36.622722°  동경 128.953472°
- 안동시 예안면 계곡리 산 52-5 지점
북위 36° 38′ 04.0″ 동경 128° 56′ 06.0″ / 북위 36.634444°  동경 128.935000°
- 안동시 예안면 계곡리 산 55-9 지점
북위 36° 38′ 05.0″ 동경 128° 56′ 00.0″ / 북위 36.634722°  동경 128.933333°

### 영양군과청송군
도계동 지질도폭(1963)에 의하면 본 층은 동화치층의 분포지역의 남쪽에 대상으로 분포하며 하부의 동화치층과는 비(非)정합 관계이다. 본 층은 주로 자색(赭色) 이암, 자색(赭色) 셰일, 알코스사암 및 녹색 이회암 등으로 구성되어 있다. 본 층의 하부는 자색 또는 암자색(暗赭色) 셰일 및 이암이 우세한 박층의 알코스 사암 또는 역암과 호층을 이루고 있으며 중부는 주로 녹회색 이회암층이 (암)자색 이암 및 셰일과 호층을 이루다가 상부에서는 (암)자색 셰일 및 이암층이 현저하게 발달된다. 
본층 중의 셰일 및 이암은 전기 지층들에 비해 석회분을 비교적 많이 함유한다. 본 층의 중부에 현저하게 발달하는 녹회색 이회층은 도계동 지질도폭 서부지역에서는 현저한 발달을 보이나 동부 수비면으로 갈수록 셰일 및 이암층이 우세하여 진다. 본 층은 왜관 및 대구 지역에서의 진주층과 칠곡층에 대비되는 것으로 추정된다. 본 층의 두께는 300 내지 700 m이다.
영양 지질도폭(1970)에 의하면 동화치층의 상부에 정합적으로 놓이며 경계는 점이적이다. 본 층은 도폭 서부와 동부에 서로 떨어져 분포하는데 동부지역에 있어서 북측으로는 영해, 평해도폭을 거쳐 도계동도폭 지역으로 연장 발달하여 영양 소분지의 동측 외곽을 이루나 남측 연장부는 석보면 택전리에서 북서-남동 주향의 택전 단층에 의해 절단되어 도계동층과 접하게 된다. 도폭 서부지역인 청송군 진보면에 분포하는 가송동층은 남-북 주향의 천곡 단층 및 후평 단층에 의하여 본 층 하부의 동화치층 혹은 상부의 청량산층 및 도계동층과 단층 접촉을 하며 진보면 월전리 남부에서 규장암에 의해 관입된다. 
본 층의 구성 암석에 있어서 도계동 및 예안도폭 지역과 달리 이회암보다는 사암류의 발달이 두드러지게 나타나는 것이 특징적이다. 이암과 사암이 호층을 이루며 암석 색에 있어 타 지층에 비해 녹회색 계통의 암층이 상당히 많은 경향을 보인다. 본 층 내에 발달하는 사암은 주로 알코스질 사암이나 응회질 사암도 적지 않은데 이 응회질사암 및 역암은 본 층 상부로 가면서 증가되어 청량산층과의 경계부 부근에서의 사암층은 응회질의 것이 지배적이다. 특히 영양 지질도폭 동부에서 이러한 현상이 뚜렷하게 나타난다. 가송동층의 두께는 250~270 m이다. 화석은 발견되지 않았다.
영양군 수비면 계리, 한티재의 국도 제88호선 도로변에는 아래 사진과 같이 가송동층의 자색 및 백색 암석이 드러나 있다.
영양군 수비면 계리, 한티재 국도 제88호선 도로변의 가송동층
- 북위 36° 45′ 59.0″ 동경 129° 11′ 14.2″ / 북위 36.766389°  동경 129.187278°
- 북위 36° 45′ 59.3″ 동경 129° 11′ 13.5″ / 북위 36.766472°  동경 129.187083°
- 북위 36° 45′ 59.7″ 동경 129° 11′ 13.2″ / 북위 36.766583°  동경 129.187000°
- 북위 36° 45′ 59.5″ 동경 129° 11′ 13.3″ / 북위 36.766528°  동경 129.187028°
- 북위 36° 45′ 59.6″ 동경 129° 11′ 14.1″ / 북위 36.766556°  동경 129.187250°
- 북위 36° 45′ 53.0″ 동경 129° 11′ 23.0″ / 북위 36.764722°  동경 129.189722°

영양군 수비면 본신리 산 15-12 지역의 본신로 도로변에는 가송동층의 노두가 드러나 있다. 
영양군 수비면 본신리 본신로 도로변의 가송동층
- 북위 36° 46′ 32.0″ 동경 129° 16′ 35.0″ / 북위 36.775556°  동경 129.276389°
- 북위 36° 46′ 20.0″ 동경 129° 16′ 27.0″ / 북위 36.772222°  동경 129.274167°  이하 동일

### 영덕군
가송동층은 영덕도폭(1937)에서 오천동층(Kdg; 현재 사용되지 않는 지층명)으로 명명되어 있는 지층으로서 두께는 약 50~100 m이며 주로 자색의 실트암과 미사암으로 구성되어 있으나, 간혹 녹회색 이암, 처트, 처트질 셰일이 나타나기도 한다. 가송동층은 녹회색 이암과 쳐트층이 나오지 않으면 야외에서 하부의 동화치층과 구분이 어려우며, 또한 상부의 청량산층이 없으면 그 상위의 도계동층과의 구분도 매우 어렵다. 가송동층의 북쪽은 하부의 동화치층과 정합적으로 접하고 있으며, 동쪽은 영덕 단층이 접한다. 지층의 주향은 동-서에 남쪽으로 경사져 있으나, 영덕 단층 인근에서는 지층의 주향이 시계 방향으로 회전되거나, 단층의 주향에 평행하게 배열되는 양상을 보이기도 한다.
영덕군 창수면 창수리 지방도 제918호선 도로변의 가송동층
- 북위 36° 36′ 27.6″ 동경 129° 14′ 40.4″ / 북위 36.607667°  동경 129.244556°
- 북위 36° 36′ 24.3″ 동경 129° 14′ 42.2″ / 북위 36.606750°  동경 129.245056°
- 북위 36° 36′ 19.5″ 동경 129° 14′ 43.9″ / 북위 36.605417°  동경 129.245528°

### 포항시
청하 지질도폭(1968)의 포항시 청하면~송라면 지역에 분포하는 가송동층은 암상의 차이에 의하여 하부 청계리층원과 상부 도천리층원으로 구분되며 양자는 점이적이고 정합적인 관계이다. 포항시 지역의 가송동층 내에는 화석이 발견되지 않으나 그의 암상이 도계동 및 평해도폭 지역 내의 가송동층과 유사함으로서 지층명을 그대로 사용한 것으로 영덕 지역의 오천동층에 해당하는 지층이다. 도계동·예안·평해 지질도폭 지역의 가송동층은 대구-왜관 지역의 진주층과 칠곡층을 합한 것과 대비되며 또한 포항시 지역의 가송동층과 대비된다.
청계리층원(Gasongdong formation lower cheongyeri member, 淸溪里層員)은 포항시 신광면 반곡리에서 청하면 유계리, 청계리 북부까지 북북동 방향으로 분포한다. 서측으로는 보경사 반암류에 의해 관입당하고 동측은 상부의 도천리층원에 의해 정합적으로 덮인다. 본 지층은 주로 규질 점토암, 사암, 셰일 및 역암으로 구성되며 하부는 사암과 역암 그리고 상부는 (암)흑색의 규질 점토암과 셰일이 우세하다. 하부에는 간혹 흑색 셰일이 협재되는데 이는 연속성이 없고 두께 4 m 이하이다. 역암은 하부에 1~2 m 두께로 나타나며 상부로 갈수록 역질사암 내지 알코스 사암으로 점이한다. 자갈의 크기는 2 cm 내외이나 1 m 인 것도 있다. 청계리층원의 주향은 북동 내지 북서 3~10°이고 경사는 남서 20~30°내지 남동 2~10°이며 두께는 200 내지 500 m이다.
도천리층원(Gasongdong formation upper docheonri member, 道川里層員)은 포항시 청하면 명안리에서 북북동으로 18 km 발달해 송라면 대전리 서부를 지나 영덕군 남정면 도천리까지 대상(帶狀) 분포한다. 분포지 서측으로는 청계리층원을 정합으로 덮으며 동측에서는 연일층군 천북 역암층에 의해 부정합으로 덮인다. 본 층은 하부로부터 주로 알코스 사암, 자색(赭色) 셰일, 사암 및 응회질 사암으로 구성되어 있으며 하부에는 역암, 역질사암, 알코스 사암이고 중부에는 자색 셰일, 사암 그리고 상부에는 응회질 사암이 우세하다. 역암의 역은 규질 점토암 및 점판암으로 되어 있고 원마도는 불량하다. 그의 색깔은 자색이고 역질 사암 및 알코스사암으로 점이한다. 도천리층원의 주향은 북동 10~30°, 경사는 남동 30~50°, 두께는 200 m이다.
포항시 청하면 유계리, 명안리의 샘재 고개 국지도 제68호선 도로변에는 가송동층이 드러나 있으며 염기성 암맥이 관입한 모습도 볼 수 있다. 샘재 고개 정상부에는 이암으로 구성된 대규모의 노두가 드러나 있다. 
포항시의 가송동층
- 북위 36° 12′ 05.0″ 동경 129° 17′ 08.0″ / 북위 36.201389°  동경 129.285556°
- 북위 36° 12′ 04.0″ 동경 129° 17′ 14.0″ / 북위 36.201111°  동경 129.287222°
- 북위 36° 12′ 30.0″ 동경 129° 15′ 44.0″ / 북위 36.208333°  동경 129.262222°
- 염기성 암맥
- 염기성 암맥 북위 36° 12′ 21.0″ 동경 129° 16′ 08.0″ / 북위 36.205833°  동경 129.268889°
- 북위 36° 12′ 16.0″ 동경 129° 16′ 15.0″ / 북위 36.204444°  동경 129.270833°

### 울진군

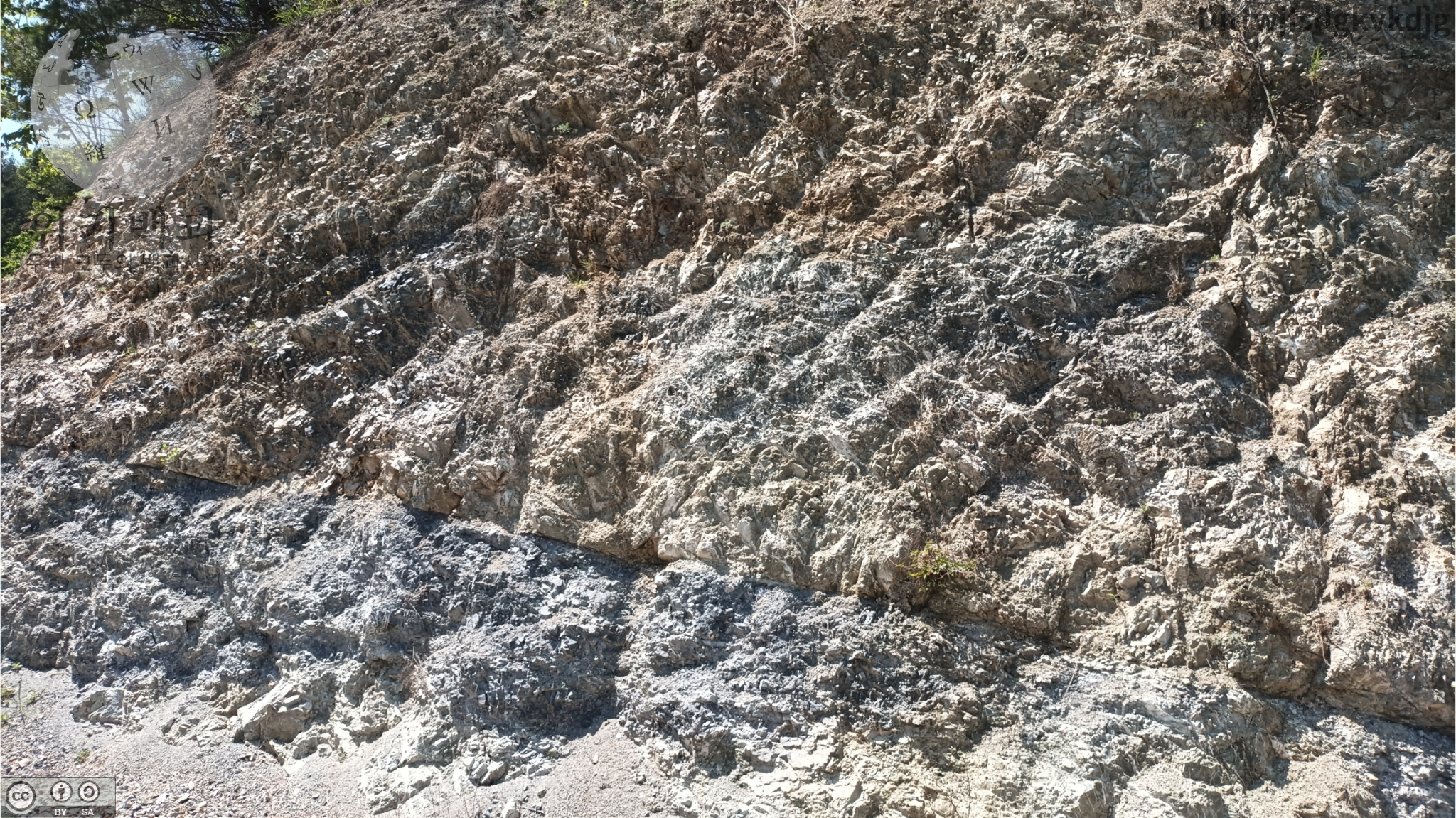
울진군 온정면 조금리, 국지도 제69호선 도로변의 가송동층과 영덕 단층의 노두

울진군에서 가송동층은 구주령 고개 정상부 주변 그리고 온정면 남서부인 온정리, 조금리의 국지도 제69호선 이서 지역에 분포한다. 본 층은 주로 역암, 사암, 셰일, 처트질 셰일 및 얇은 층의 석회암 등으로 구성되어 있다. 울진군 온정면 외선미리 809-1에 위치한 한주령(구주령)휴게소 앞에는 국도 제88호선 도로사면을 따라 가송동층의 적색 사암층이 대규모로 노출되어 있다. 이 퇴적층에서는 층리면을 따라 두께 5 m의 반화강암이 암상(巖床; sill)으로 관입하고 있으며 퇴적층과 관입체는 남-북, 북동, 동-서 주향으로 발달하는 방사상의 사교 이동성 단층들에 의해 절단되는 특이한 지질구조를 보이고 있다.
구주령의 가송동층
- 국도 제88호선 도로 사면의 가송동층
북위 36° 45′ 32.9″ 동경 129° 18′ 06.3″ / 북위 36.759139°  동경 129.301750°
- 가송동층을 관입한 암맥
북위 36° 45′ 35.1″ 동경 129° 18′ 02.0″ / 북위 36.759750°  동경 129.300556°

## 같이 보기
- 한국의 지질
  - 안동시의 지질
  - 영양군의 지질
  - 울진군의 지질
  - 영덕군의 지질
  - 포항시의 지질
- 경상 누층군
  - 울련산층
  - 동화치층
  - 청량산층
  - 도계동층
- 안동시